# Anthony Browne
Anthony Edward Tudor Browne (Gran Bretaña, 11 de septiembre de 1946), es un autor e ilustrador de libros infantiles con reconocimiento internacional que tiene casi cuarenta títulos publicados. Fue nombrado Home Children's Laureate para el periodo 2009-2011, como reconocimiento a su labor excepcional en el campo de los libros para niños. Browne crea con sus acuarelas una narrativa fuerte, que mezcla el realismo con toques surrealistas y fantásticos y con efectos visuales humorísticos e ingeniosos. Su habilidoso uso del color, patrones y fondos promueven sutilmente una empatía con sus protagonistas. Los gorilas aparecen en muchos de los libros de Browne, quien afirma estar fascinado por ellos y el contraste que representan —en su gran fuerza y gentileza—. Se les piensa como unas criaturas muy feroces, pero no lo son.

## Obras
Según WorldCat, los libros de Anthony Browne que más se encuentran en las bibliotecas alrededor del mundo son:
- Mi papá.
- El juego de las formas.
- Voces en el parque.
- Gorila.
- El libro de los cerdos.
- Willy el soñador.
- Las pinturas de Willy.
- Cambios.
- Me gustan los libros.
- Zoológico.
- El tunel.
- Ramón Preocupón.
- Mi Mamá.
- Willy el Campeón.
- Cosita Linda.
- En el Bosque.
- Mi hermano.
- Hansel y Gretel.
- Los tres osos.
- Willy el mago.
- Willy el tímido.
- El tunel